# Fredrik Bremberg
Per Fredrik Bremberg (* 21. Juni 1973 als Per Fredrik Lindquist in Stockholm) ist ein schwedischer Eishockeyspieler, der zuletzt bei HV71 Jönköping in der schwedischen Elitserien spielte.

## Karriere

### National
Fredrik Bremberg begann seine Karriere als Eishockeyspieler bei Huddinge IK, für die er in der Saison 1989/90 in der zweitklassigen Division 1 sein Debüt im professionellen Eishockey gab. Anschließend wechselte der Angreifer zu Djurgårdens IF, mit dem er 1991 erstmals in seiner Laufbahn Schwedischer Meister wurde. Zudem gewann er mit dem Team 1991 und 1992 jeweils den Europapokal. Im NHL Entry Draft 1991 in der dritten Runde als insgesamt 55. Spieler von den New Jersey Devils ausgewählt, für die er allerdings nie spielte. In der Saison 1997/98 war er mit 32 Assists bester Vorlagengeber der Elitserien.
Daraufhin erhielt Bremberg im Sommer 1998 einen Vertrag bei den Edmonton Oilers, für die er in acht Spielen in der National Hockey League auf dem Eis stand. Den Großteil der Saison 1998/99 verbrachte er jedoch bei deren Farmteam, den Hamilton Bulldogs aus der American Hockey League. Nach nur einem Jahr kehrte der Schwede nach Europa zurück, wo er in der Saison 1999/2000 für den HC Davos in der Nationalliga A auflief.
Nachdem Bremberg von 2000 bis 2002 in der Elitserien für Malmö IF aktiv gewesen war, kehrte er im Anschluss zu Djurgårdens IF zurück, für die er seitdem spielt. In der Saison 2006/07 wurde er zudem ins schwedische All-Star-Team gewählt und erhielt den Guldhjälmen. Seit dem 29. Januar 2009 hält er den Rekord für die meisten Punkte in der Hauptrunde der Elitserien, als er seinen Landsmann Jörgen Jönsson überholte, der den Rekord erst zehn Tage zuvor aufgestellt hatte. Im Sommer 2009 wagte der Stürmer erneut einen Versuch im Ausland und unterschrieb bei Atlant Mytischtschi aus der Kontinentalen Hockey-Liga. Diese sortierten ihn jedoch noch vor Saisonbeginn aus, woraufhin sich der Schwede Jokerit aus der finnischen SM-liiga anschloss. Zur Saison 2010/11 unterschrieb er einen Kontrakt bei HV71 Jönköping. Im September 2011 wurde sein Vertrag aufgelöst.
Im Jahr 2003 ließ er seinen Nachnamen von Lindquist in den jetzigen ändern.

### International
Für Schweden nahm Bremberg an der Junioren-Weltmeisterschaft 1993 sowie den Weltmeisterschaften 2000 und 2007 teil.

## Erfolge und Auszeichnungen
| - 1990 Europapokal-Gewinn mit Djurgårdens IF - 1991 Schwedischer Meister mit Djurgårdens IF - 1991 Europapokal-Gewinn mit Djurgårdens IF - 1998 Bester Vorlagengeber der Elitserien - 2006 Rinkens riddare | - 2007 Topscorer der Elitserien - 2007 Bester Vorlagengeber der Elitserien - 2007 Guldhjälmen - 2007 Schwedisches All-Star-Team - 2009 Bester Vorlagengeber der Elitserien |

### International
- 1993 Silbermedaille bei der Junioren-Weltmeisterschaft

## Statistik
(Stand: Ende der Saison 2010/11)